# Маврикийцы
Маврикийцы, креолы Маврикия — народ, проживающий на территории о. Маврикий. Численность: 275000 чел. (Пеертхум 1971). Основной разговорный язык: маврикийский креольский, он сложился на базе французского, также распространены английский, французский языки и хинди.

## Основа этноса
Смешанное франко-афро-малагасийское население, которое стало формироваться в 1721 г, после образования французами первого постоянного поселения на о. Маврикий и ввоза рабов из Мозамбика, Мадагаскара и др. Креолами Маврикия называют также потомков от смешанных браков между креолками и индийцами или китайцами и несмешанное негритянское население.

## Основное занятие
Производство сахара. Также развито земледелие; выращивают рис, кукурузу и др., разводят скот. Развито рыболовство. Большинство маврикийцев живёт в городах и сильно европеизировано.